# Guerra russo-circassiana

A Guerra russo-circassiana (1763? - 1864) foi o período de hostilidades entre o Império Russo e os habitantes da Circásia durante a invasão e ocupação da Rússia dessa região. A guerra fazia parte da conquista do Cáucaso pelo Império Russo que durou aproximadamente 150 anos, com início sob o reinado do Czar Pedro, o Grande e foi concluída em 1864. A Circásia (também conhecida como Cherkessia em russo) foi uma região do Cáucaso, que consistia no litoral e a maior parte do interior do atual território de Krai de Krasnodar e Adiguésia.  A região histórica que atualmente engloba Ossétia do Norte-Alania, foi nomeada assim pelas a populações tradicionais, os circassianos e adigueses, e um pequeno número de grupos e tribos étnicas. O conflito russo-circassiano começou com a chegada das primeiras forças de ocupação russa em 1763, e terminou com a assinatura de vários juramentos de lealdade impostos pela Rússia a líderes circassianos em 2 de junho de 1864 (21 de maio de acordo com o calendário juliano).

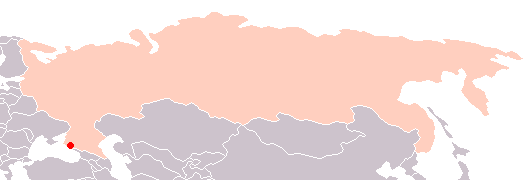
Localização do conflito em relação à Rússia moderna

Embora a guerra russo-circassiana houvesse começado como um conflito isolado, a expansão russa na região logo levou a conflitos com outras nações, que se tornou conhecido como a Guerra do Cáucaso, da qual a guerra russo-circassiana fazia parte. Ambas terminaram com a assinatura do juramento de fidelidade à Rússia, e a total a ocupação da região pelas forças russas, que envolveu uma maciça migração de milhões de nativos circassianos para as áreas do Império Otomano: a Turquia moderna, a Síria, o Líbano, Israel, Jordânia e Kosovo) (o Império Otomano se ofereceu para abrigar os circassianos que não queriam aceitar o domínio de um monarca cristão, e muitos emigraram para a Anatólia, o coração da Sublime Porta ). Vários historiadores russos, do Cáucaso, e os ocidentais concordam com um número de aproximadamente 500 000 habitantes do Cáucaso que foram deportados pela Rússia na década de 1860. Uma grande fração deles morreram no caminho por doenças. Alguns historiadores circassianos citam em até 4 000 000 civis mortos durante o êxodo. Aqueles que permaneceram leais à Rússia, foram assentados em terras baixas, na margem esquerda do rio Kuban.